# Johannes Winkler (Mediziner)

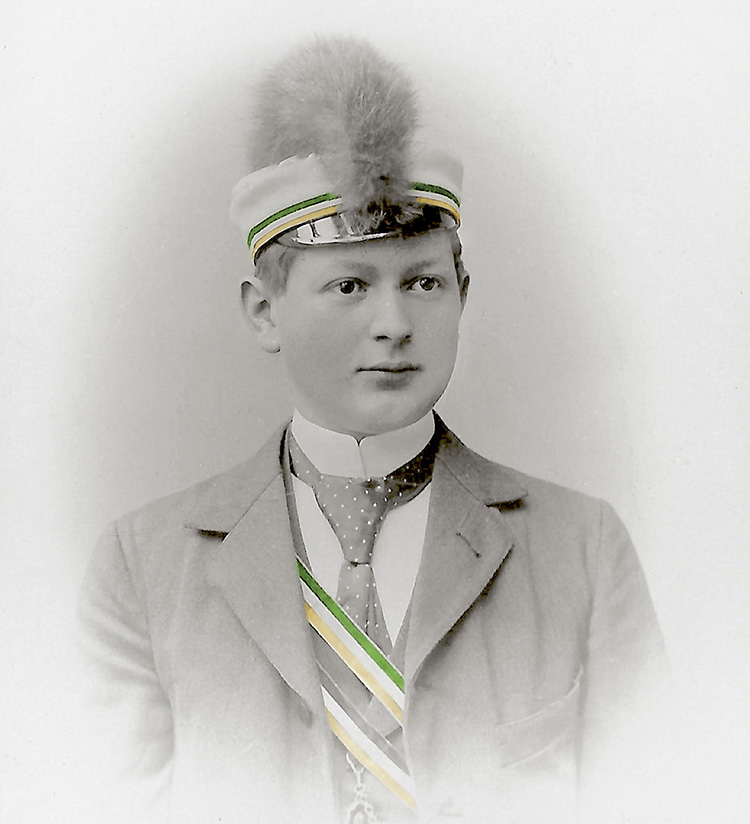
Johannes Winkler als Marburger Student in Couleur des Wingolfs, 1897

Johannes Winkler (* 20. März 1874 in Mühlhausen; † 4. April 1958 Tübingen) arbeitete als deutscher Missionsarzt, Tropenmediziner und Ethnologe in Indonesien. Winkler freundete sich mit einem malaiisch-indonesischen Zauberheiler an, der als Patient zu ihm gekommen war, sammelte die kunstvoll gestalteten Schrifttafeln der Toba-Batak und lernte deren Sprache.

## Medizinische Tätigkeit

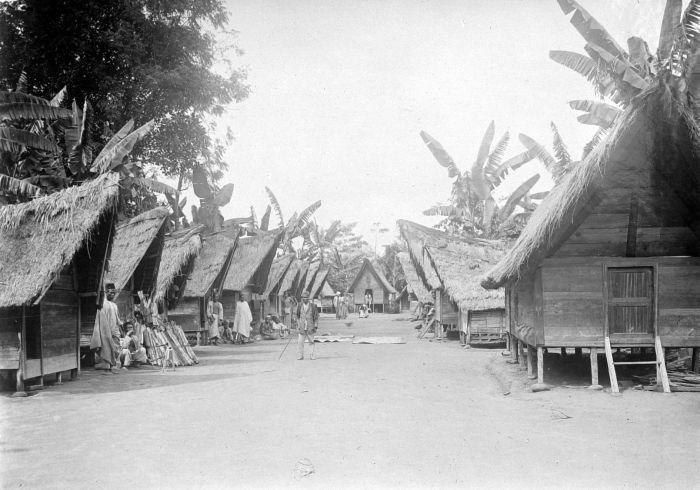
Dorf der Toba-Batak (1910/36)

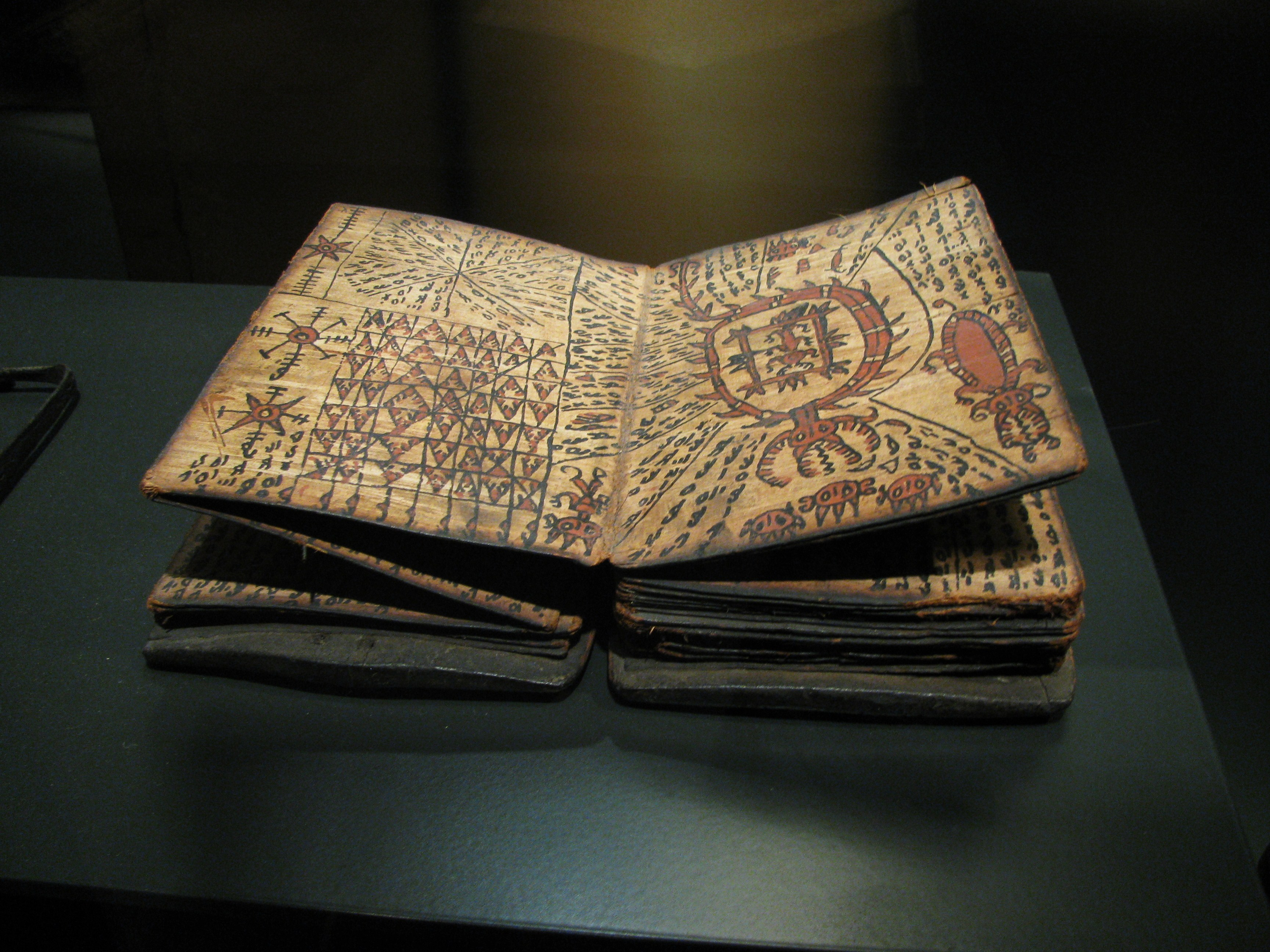
Zauberbuch der Toba-Batak

Johannes Winkler war der Sohn eines evangelischen Theologen, der mit dem Missionar August Schreiber befreundet war. Er studierte in Halle, Marburg und Tübingen Medizin und wurde Mitglied des Hallenser, Marburger und Tübinger Wingolf. Bereits seit seiner Jugend kannte er einige Missionare und bewarb sich nach Abschluss seines Medizinstudiums als Missionsarzt bei der Rheinischen Missionsgesellschaft. In London, Edinburgh und Amsterdam absolvierte er eine Zusatzausbildung zur Tropenmedizin und erlernte verschiedene Sprachen, bevor er in Pearadja auf Sumatra im heutigen Indonesien im Jahr 1901 eine Stelle am dortigen Missionshospital antrat, wo er Nachfolger von Julius Schreiber, dem Sohn August Schreibers, wurde. Winkler arbeitete bis 1921 auf Sumatra.
Winklers Missionshospital Pearadja befand sich im Stammesgebiet der Batak am Tobasee. Er bildete einheimische Freiwillige als Krankenpfleger und Hebammen für seine Missionsstation aus. Er befreundete sich mit einem einheimischen Medizinmann, Ama Batuholing, der ihm beibrachte, Krankheiten im ethnisch religiösen Sinne zu behandeln. Dieser erklärte Winkler die auf dem Sanskrit beruhenden Schriftzeichen und Malereien in den Büchern der Zauberer, die auch für die Heilung der einheimischen Bevölkerung zuständig waren.
Winkler lebte von 1923 bis 1932 in Tübingen und arbeitete dort im Deutschen Institut für Ärztliche Mission (Difäm). Sein Vorgesetzter war Prof. Gottlieb Olpp, der als Missionsarzt in China ähnliche Erfahrungen gesammelt hatte. Winkler unterrichtete dort Tropenmedizin unter anderem auch für Missionare, die lernen wollten, Wunden zu vernähen und zu verbinden sowie Geburtshilfe zu leisten.
Von 1933 bis 1936 kehrte er zu den Bataks nach Sumatra zurück, um zusammen mit einem europäischen Kollegen am neugebauten Hospital in Balige zu arbeiten. Er hielt dort Kurse und verfasste Lehrbücher in der Landessprache und kümmerte sich intensiv um die Ausbildung batakischer Krankenpfleger und Geburtshelferinnen.
Die Missionshospitäler erhielten finanzielle Unterstützung und kostenlose Medikamente durch die dortige Kolonialregierung. Winkler unterstützte als Militärarzt in Tarutung vier Jahre lang die Impfkampagnen und Seuchenbekämpfungsmaßnahmen der Regierung. Die Anzahl der Patienten und Gebäude der Missionshospitäler in Pearadja, Tarutung und Balige sowie deren Zweigstellen verzeichneten ein stetes Wachstum. Neben der weit verbreiteten Malaria gab es auch Krankheiten, die auch in Europa bekannt waren. Diagnostik und Therapie der Missionshospitäler hatten ein hohes, mit Europa vergleichbares Niveau.

## Ethnologische Tätigkeit
Parallel zu seiner Arbeit als Arzt unternahm Winkler ethnologische, linguistische und religionswissenschaftliche Studien. Winkler veröffentlichte ein Buch über die Kultur der Toba-Batak und beschrieb deren Körperpflege, Lebensmittel, Ackerbau, Handwerk und deren Gesellschaftsspiele. Die lokale Regierung beauftragte ihn zweimal, auf die Insel Enggano zu reisen, um den dortigen Bevölkerungsrückgang zu untersuchen.
Winkler bekam von den Batak unter anderem Körperschmuck, Zauberbücher und Kleidung (vgl. Ulos) und sammelte etwa 1300 Objekte, die er dem Hamburger Museum für Völkerkunde vermachte.
Seinen Lebensabend verbrachte der Mediziner und Ethnologe in Tübingen, wo er am Karfreitag, dem 4. April 1958, starb und auf dem dortigen Bergfriedhof begraben wurde.

## Würdigung
Winklers Schriften sind laut Susanne Rodemeier eine wissenschaftliche Rarität. Schon allein die Tatsache, dass er über die Toba-Batak geschrieben habe, sei aus heutiger Sicht etwas Besonderes, denn er sei zu einer Zeit auf Sumatra gewesen, als die lokalen Ethnien starkem Veränderungsdruck ausgesetzt gewesen seien. Kontakt mit europäischen Missionaren habe diese zu kulturellem Wandel gezwungen, dessen Ausprägungen heute beobachtet werden könnten. Deshalb biete Winklers Datensammlung einzigartiges Material für Vergleichsuntersuchungen. Winklers Vorgehen sei bis heute unter Medizinern selten und sei zu seiner Zeit selbst unter Ethnologen nicht weit verbreitet gewesen.
Auch wenn heutzutage laut Peter van Eeuwijk eine kritische Betrachtung und Reflexion der protestantischen ärztlichen Mission in der Kolonie Niederländisch Ost-Indien durchaus angebracht und notwendig sei, so müsse das große kulturhistorische Verdienst von Winklers Publikationen doch deutlich vor dem Hintergrund der regionalen und lokalen kolonialpolitischen und missionsideologischen Bedingungen in der ersten Hälfte des 20. Jahrhunderts verstanden werden. Dass sein Buch nichtsdestoweniger von Aktualität sei, zeige die Tatsache, dass die Toba-Batak-Gelehrten Johannes Winklers Buch auch heute noch als eines der wichtigen Referenzwerke ihrer Kultur konsultierten.
Heutige Wissenschaftler wie Petra Krömer meinen, dass Winklers Einstellung zur Kultur der Batak durch Eurozentrismus, Evolutionismus und Darwinismus geprägt worden sei. So habe Winkler in seinen Untersuchungen zur Hygiene der Batak ständig deren Unsauberkeit beklagt und allgemein die moralische Minderwertigkeit des Volkes betont. Seine Schilderung der Tätigkeiten der Datu genannten „Priesterärzte“ gelte dagegen noch heute als ethnologisches Standardwerk. Winkler habe die ärztliche Mission als Zeugnis für die Liebe Gottes verstanden mit dem Ziel, das Reich Gottes auszudehnen. Der Missionsarzt sollte zwar die wissenschaftliche Medizin anwenden, sich aber durch seine christlich-missionarische Ausstrahlung vom gewöhnlichen Arzt unterscheiden.
In Abwägung der zerstörerischen und emanzipatorischen Anteile der ärztlichen Mission Winklers und der Rheinischen Missionsgesellschaft kommt Petra Krömer zu dem Ergebnis, dass „das Volk der Batak vor allem durch den Aufbau des medizinischen Bildungssystems langfristig in die Lage versetzt wurde, den Ansturm der europäischen Kultur positiv zu bewältigen und nach dem Zweiten Weltkrieg die Selbständigkeit zurückzugewinnen. Die alte Datu-Wissenschaft überdauerte bis in die Gegenwart alle Ausrottungsversuche der Missionare.“

## Werke
- Johannes Winkler: Die Toba-Batak auf Sumatra in gesunden und kranken Tagen – Ein Beitrag zur Kenntnis des animistischen Heidentums. Belser-Verlag, Stuttgart 1925.